# Asking for Flowers
Asking for Flowers – trzeci album studyjny kanadyjskiej wokalistki Kathleen Edwards z roku 2008.

## Lista utworów
1. Buffalo - 5:15
2. The Cheapest Key - 2:42
3. Asking for Flowers - 5:02
4. Alicia Ross - 5:06
5. I Make the Dough, You Get the Glory - 4:37
6. Oil Man's War - 4:01
7. Sure As Shit - 4:09
8. Run - 3:43
9. Oh, Canada - 3:59
10. Scared At Night - 4:09
11. Goodnight, California - 6:28
12. Lazy Eye - 3:29